# Elisabeth von Battenberg
Elisabeth von Battenberg (* im 13. Jahrhundert; † im 13. Jahrhundert) war die älteste Tochter des Grafen Widekind II. von Battenberg und dessen Gemahlin Elisabeth geb. von Weilnau und wuchs zusammen mit ihren Geschwistern Hermann II., Margarethe und Ida auf.
Sie heiratete den Edelherrn Walter I. von Lißberg. Dieser somit ebenbürtigen Ehe entstammte Hermann IV. von Lißberg, der dem Kloster Konradsdorf im Jahr 1330 zum Seelengedächtnis seiner Eltern eine jährliche Rente aus der familieneigenen Mühle in Eschenrod zusprach. Der andere Sohn, Walter II., war Förderer des Klosters Johannesberg und des Zisterzienserklosters Haina, das dem Haus Battenberg und den Grafen von Ziegenhain und Nidda nahestand. Beide Söhne blieben ohne legitime Nachkommen. Lediglich die Tochter Kunigunde, die mit Albrecht I. von Hirschhorn verheiratet war, brachte Kinder zur Welt, welche die Stammfolge des Geschlechts Hirschhorn bis 1632 (Aussterben) fortsetzten.